# Гуманітарний коридор
Гуманітарний або зелений коридор — тип тимчасової демілітаризованої зони, призначений для забезпечення безпечного транзиту гуманітарної допомоги в кризовий регіон та/або біженців з нього. Такий коридор також може бути пов'язаний з безпольотною зоною або забороненою для руху зоною.
В епоху після холодної війни пропонувалися різні типи «гуманітарних коридорів», висунуті або однією або декількома воюючими сторонами, або міжнародним співтовариством у випадку гуманітарної інтервенції. Гуманітарні коридори періодично використовувалися під час Громадянської війни в Сирії.

## Безпечні зони Організації Об'єднаних Націй
Безпечні зони Організації Об'єднаних Націй — це гуманітарні коридори, створені в 1993 році на території Боснії та Герцеговини під час Боснійської війни декількома резолюціями Ради Безпеки Організації Об'єднаних Націй.

## Російське вторгнення в Україну
Генеральний директор Всесвітньої організації охорони здоров'я Тедрос Аданом Гебреїсус 2 березня 2022 року закликав терміново організувати гуманітарний коридор до України: «Існує нагальна потреба у створенні коридору, щоб забезпечити безпечний та постійний доступ гуманітарних працівників і поставок до людей, які цього потребують».
Під час другого раунду українсько-російських переговорів 3 березня 2022 року домовилися про формат гуманітарних коридорів для виходу цивільних та можливе тимчасове припинення бойових дій у секторі гумкоридора на період виходу цивільного населення. Спільне забезпечення гуманітарних коридорів має використовуватись для евакуації мирного громадянського населення, а також для доставки ліків та їжі до місць найбільш жорстоких боїв, з можливістю тимчасового припинення вогню у тих містах і селах, де буде здійснюватись евакуація.
5 березня 2022 року представники російської армії пообіцяли, що з 9 ранку 5 березня припинять вогонь і відкриють два гуманітарні коридори для виходу мирних жителів з Маріуполя та Волновахи у напрямку Запоріжжя. Також планувалося, що евакуація з Маріуполя триватиме кілька днів за певним маршрутом з 11:00 до 16:00. Утім, вже під час початку евакуації 5 березня та в наступні дні російська сторона порушила домовленості про «зелений коридор» з Маріуполя і продовжила обстріл як самого міста, так і його околиць. Зокрема, 6 березня росіяни після відкриття коридора почали танкове вторгнення у Маріуполь. Тому з метою безпеки евакуація населення переноситься.
8 березня 2022 року о 10 годині з оточеного ворогом міста Суми «зеленим коридором» розпочався перший етап евакуації: Суми, Голубівка, Лохвиця, Лубни, Полтава. Його офіційно погодило міністерство оборони Росії у відповідному листі до Міжнародного комітету Червоного Хреста в Росії. Утім перед другим етапом евакуації, за маршрутом зеленого коридору розпочалась стрілянина, та повз проїхали танки. За два етапи евакуації вдалося врятувати 1600 студентів та 3500 жителів міста.
9 березня Україна та Російська Федерація за інформацією міністерки з питань реінтеграції тимчасово окупованих територій України Ірини Верещук погодили припинення вогню з 9:00 до 21:00 для евакуації населення шістьма гуманітарними коридорами: Енергодар - Запоріжжя, Суми - в напрямку Полтави, з Маріуполя в напрямку Запоріжжя, Волноваха - в напрямку міста Покровськ, Ізюм - Лозова, а також Київська область: з міст Буча, Ворзель, Ірпінь. Бородянка, Гостомель в місто Київ через Стоянка, Білгородка.
За день 9 березня Україні вдалося евакуювати з районів бойових дій у різних куточках країни 40 тисяч жінок і дітей, з них понад 3 тисячі – з окупованих Ірпеня та Ворзеля. Хоча, гуманітарну колону, яка їхала сьогодні з Бучі, Гостомеля та Бородянки, окупанти зупинили. Тому деякі люди вимушені були, ризикуючи життям, вирушити з Бучі до Ірпеня та виїхати з колоною місцевих жителів. Крім цього, 9 березня із Сум евакуювали понад 43 тисячі людей, три колони прибули вночі з 9 на 10 березня в Лубни Полтавської області, частина людей вже вирушила на захід поїздами.
З 9-ї ранку 10 березня було відкрито гуманітарні коридори для евакуації з Сум, Тростянця, Краснопілля, Ізюму, Волновахи, Бучі, Ірпеня, Гостомеля, Бородянки, а також із Маріуполя з розмінуванням дороги.
Напрямки гуманітарних коридорів
- З міста Тростянець через Суми у напрямку міста Полтава
- З Краснопілля через Суми в напрямку Полтави
- З Сум у напрямку міста Полтава
- З Маріуполя в напрямку Запоріжжя
- З Волновахи у напрямку міста Покровськ
- З міста Ізюм у місто Лозова Харківської області
- З міст Буча, Бородянка, Ірпінь, Гостомель - через Стоянку й Білогородку – у місто Київ[17].

## Застосування «гуманітарних коридорів»
- Лачинський коридор
- Битва за Грозний (1999—2000)
- Циклон Наргіс
- Кампанія Норд-Ківу (2008)
- Війна в Секторі Гази (2008—2009)
- Перша громадянська війна у Лівії (2011)
- Пропозиції врегулювання сирійського конфлікту